# Gypsy (film, 1993)
Gypsy är en amerikansk TV-film från 1993 i regi av Emile Ardolino. Filmen är baserad på Arthur Laurents adaption av dennes bok, i sin tur baserad på musikalen Gypsy från 1959, som baserades på självbiografin Gypsy: A Memoir av Gypsy Rose Lee. I huvudrollerna ses Bette Midler, Cynthia Gibb, Peter Riegert, Jennifer Rae Beck och Ed Asner.
Filmen är en nyinspelning av en film med samma namn från 1962 med Natalie Wood.

## Rollista i urval
- Bette Midler - Rose Hovick
- Cynthia Gibb - Louise Hovick
  - Elisabeth Moss - Baby Louise
- Peter Riegert - Herbie Sommers
- Jennifer Rae Beck - June Hovick
  - Lacey Chabert - Baby June
- Ed Asner - Pop
- Linda Hart - Miss Mazeppa
- Anna McNeely - Miss Electra
- Christine Ebersole - Tessie Tura
- Michael Jeter - Mr. Goldstone
- Andrea Martin - Miss Cratchitt
- Jeffrey Broadhurst - Tulsa
- Tony Shalhoub - farbror Jocko
- Keene Curtis - Mr. Kringelien
- Spencer Liff - Clarence
- Rachel Sweet - Agnes/Amanda
- Peter Lockyer - Yonkers
- Michael Moore - L.A.
- Patrick Boyd - Kansas
- Terry Lindholm - Flagstaff
- Gypsy Rose Lee (arkivbilder) - sig själv

## Musikalnummer
1. "Let Me Entertain You" - Baby June, Baby Louise
2. "Some People" - Rose
3. "Small World" - Rose and Herbie
4. "Baby June and Her Newsboys" - Baby June, Baby Louise, Chorus
5. "Mr. Goldstone" - Rose, Herbie, Chorus
6. "Little Lamb" - Louise
7. "You'll Never Get Away from Me" - Rose, Herbie
8. "Dainty June and Her Farmboys" - June, Louise, Chorus
9. "If Momma Was Married" - June, Louise
10. "All I Need is the Girl" - Tulsa
11. "Everything's Coming Up Roses" - Rose
12. "Together, Wherever We Go" - Rose, Herbie, Louise
13. "You Gotta Get a Gimmick" - Tessie Tura, Miss Mazeppa, Miss Electra
14. "Small World" (reprise) - Rose
15. "Let Me Entertain You" - Louise
16. "Rose's Turn" - Rose